# Бельгийский экспедиционный корпус в России
Бельгийский экспедиционный корпус в России (фр. Corps Expeditionary des Automos-Canons-Mitrailleuses Belges en Russie) — бельгийский экспедиционный корпус, отправленный в Россию во время Первой мировой войны.

## История

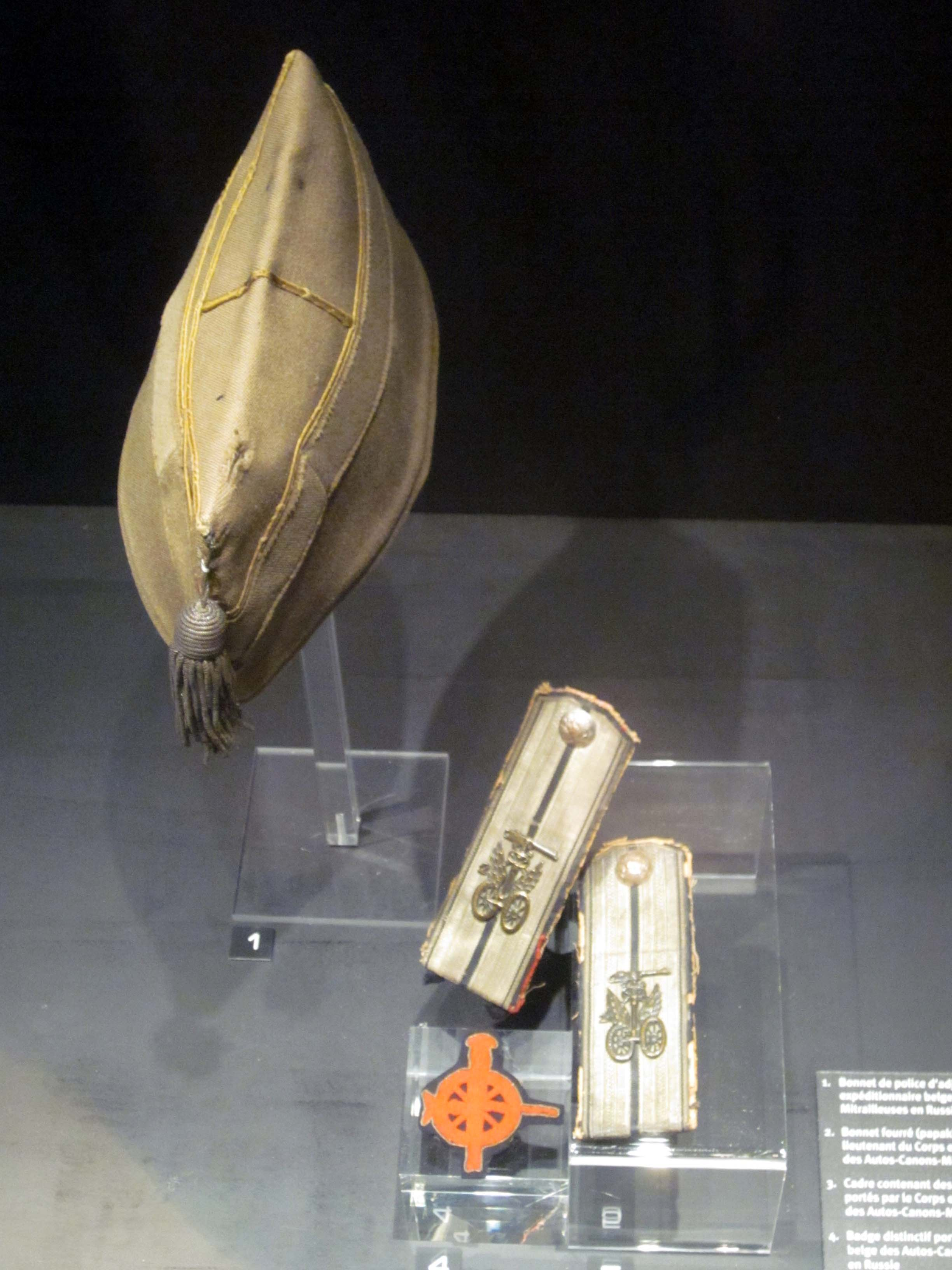
Предметы униформы корпуса

В августе 1914 года Германская империя вторглась в нейтральную Бельгию. После битвы на Изере в октябре бельгийская армия оставалась укрепленной вдоль Изера и у нее осталось несколько броневиков которых нельзя было использовать. В начале 1915 года русский царь Николай II официально запросил военной поддержки у короля Бельгии Альберта I , и для службы в России было сформировано отдельное подразделение. Поскольку Бельгия официально была независимой нейтральной державой, а не союзником Российской империи, бельгийские солдаты в этом подразделении официально считались добровольцами в составе Русской Императорской армии .
Первый контингент Бельгийского экспедиционного корпуса, в составе которого были 333 добровольца, оснащенных 58 броневиками Mors и Peugeot, прибыл в Архангельск в октябре 1915 года. Подразделение отличилось в Галиции.

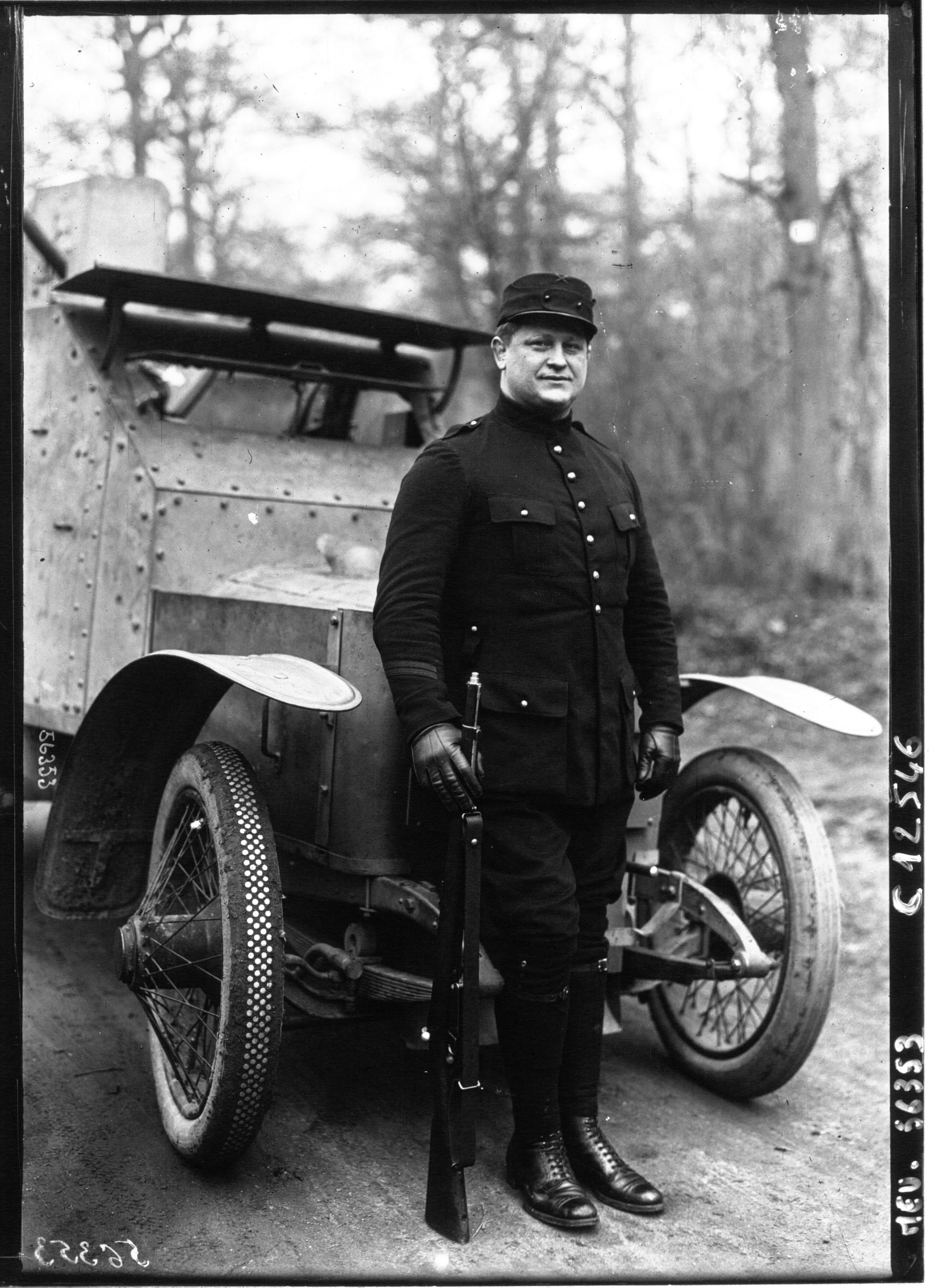
Солдат корпуса Анри Херд

После Большевистской революции в 1917 году бельгийские войска оставались в России вплоть до заключения Брест-Литовского мирного договора, который вывел Россию из войны. После прекращения огня подразделение оказалось на враждебной территории. Поскольку путь на север в Мурманск был перекрыт, солдаты уничтожили свои броневики, чтобы предотвратить их захват большевиками. Подразделение наконец достигло США через Китай и Транссибирскую магистраль в июне 1918 года.

## Известные личности
- Анри Жорж — бельгийский велогонщик
- Жюльен Ляо — бельгийский коммунист.
- Анри Херд — бельгийский борец, 4-х кратный чемпион мира.

## Память и награждения
В 1931 году солдаты, служившие в этом подразделении, были награждены Памятной военной медалью 1914-1918 годов с полосой (с надписью «1916—R—1917» или «1916-R-1918»), обозначающей службу на Восточном фронте. Последний ветеран подразделения умер в 1992 году.

## В массовой культуре
- В 2015 году в Бельгии вышел анимационный фильм под названием «Cafard» (с фр. — «Таракан»), который рассказывает историю боксера Жана Мордана (по мотивам реального Анри Херда), который присоединяется к Экспедиционному корпусу чтобы отомстить за изнасилование своей дочери немецкими солдатами в оккупированной Бельгии.
- Группа 1914 написала песню под названием Corps d’autos-canons-mitrailleuses (A.C.M) в альбоме «Where Fear and Weapons Meet», в которой поется об их опыте во время пребывания на Восточном фронте.